# Carl Kessler (Maler)
Carl August Keßler (geboren am 26. Oktober 1876 in Coburg; gestorben am 14. Juni 1968 in München) war ein deutscher Landschaftsmaler. Er spezialisierte sich etwa 1910 auf naturnahe Winterlandschaften, malte aber auch Städteansichten. Seine Motive fand er hauptsächlich in den bayerischen Alpen, Tirol und der Schweiz. Er galt zu seiner Zeit als Meister des Aquarells, der viel Wert darauf legte, die jeweilige Lichtstimmung im Bild festzuhalten. Seine Werke signierte er mit CARL KESSLER.

## Leben und Werk
Carl August Keßler kam am 26. Oktober 1876 als Sohn des Privatiers Carl August Keßler und seiner Frau Wilhelmine, geborene Blechschmidt, in Coburg zur Welt. Die Mutter starb bereits 1887 mit nur 34 Jahren – ein schwerer Schicksalsschlag auch für Keßlers drei Jahre jüngere Schwester Helene Martha. Noch bis zum Frühjahr 1889 besuchte Keßler das Herzogliche Ernestinum zu Coburg, bevor der Vater mit den Kindern nach Markneukirchen zog. Im Jahr 1892 wurde der Sechzehnjährige in die Klasse für angehende Dekorationsmaler der Königlich-Sächsischen Kunstgewerbeschule in Dresden aufgenommen, die er nach einem halben Jahr wieder verließ. 1898 begann er an selber Stelle eine weitere, diesmal einjährige Ausbildung mit dem Schwerpunkt auf „Buntdruck“.
Im November 1899 schrieb sich Keßler in der Akademie der Bildenden Künste München ein und besuchte dort die Naturklasse des angesehenen Landschaftsmalers Karl Raupp. Wohl während des Studiums schloss er sich der Münchner Künstlergenossenschaft an. Nachdem sich 1901 die Luitpold-Gruppe davon abgespalten hatte, trat Keßler der gleichzeitig gegründeten Vereinigung Die Achtundvierzig bei. Diese betont konservative Gruppe von zunächst 48 Künstlern verstand ihr Schaffen als Alternative zu den modernen Strömungen innerhalb der damaligen bildenden Kunst. Einige seiner frühen Werke stellte Keßler Anfang 1902 in den Örtlichkeiten des Münchner Kunstvereins aus. Bald darauf verließ er München jedoch und kehrte nach kurzem Aufenthalt in Nürnberg wieder nach Dresden zurück, um dort für ein halbes Jahr einer weiteren Ausbildung an der Kunstgewerbeschule nachzugehen.

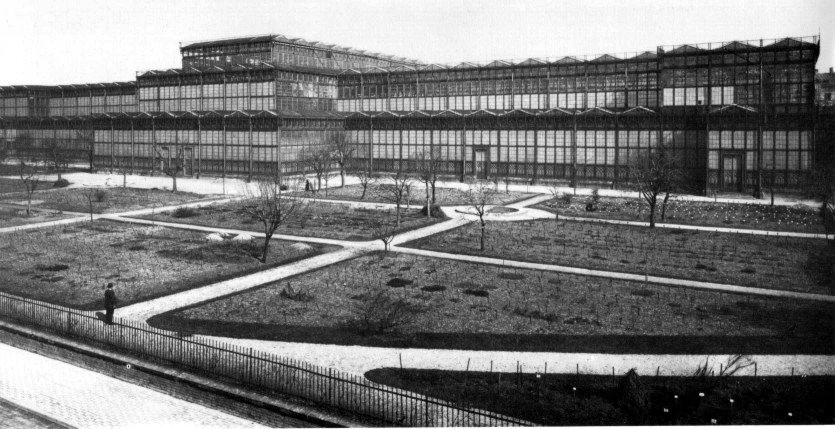
Der Glaspalast in München, in dem Keßler von 1911 bis 1930 ausstellte.

Ende 1905 zog es den Künstler erneut nach München. Ab 1907 betrieb er dort ein Gewerbe als Lithograf, ohne jedoch seine malerische Tätigkeit ruhen zu lassen. Während dieser Zeit entstandene Bilder waren im Kunstverein München und im Salon Die Werdenden zu sehen, den der Kunsthändler Theodor Bierck 1908 zur Förderung junger Künstler eröffnet hatte. 1910 trat Keßler dann auch als gewerbsmäßiger Kunstmaler in Erscheinung; bereits zu dieser Zeit hatte er sich auf Winterlandschaften spezialisiert. Im Februar 1911 meldete Keßler schließlich das Lithografengewerbe ab und bezog ein Atelier in der Bauerstraße, in dem er zugleich wohnte. Von dort beschickte er noch im selben Jahr erstmals bedeutende Ausstellungen wie die Große Aquarellausstellung in Dresden (Blick auf Kitzbühel) und die Kunstausstellung im Münchner Glaspalast (Hospiz St. Christof am Arlberg).
Prinzregent Luitpold von Bayern erwarb 1912 das von Keßler im Glaspalast ausgestellte Aquarell Bergkirche bei Davos. Nicht zuletzt wegen dieses prominenten Käufers war das Interesse an Keßlers Bildern gewachsen, so dass der Künstler zusätzlich Reproduktionen in Form von Kunstdrucken anzufertigen begann. Anfang 1913 präsentierte er beispielsweise eine Chromolithografie des von Luitpold erworbenen Bildes, wobei der gelernte Lithograf Keßler bei der Erstellung des Steindrucks selbst Hand angelegt hatte. Auch die Fotografie hatte es dem Alpinisten Keßler angetan. Eigene Lichtbilder mit Motiven aus den bayerischen und Tiroler Alpen führte er 1913 im Deutschen Alpenverein vor, dessen Mitglied er schon 1907 geworden war. In der Folgezeit – auch während des 1914 ausgebrochenen Ersten Weltkrieges – stellte der auf Aquarelle spezialisierte Maler regelmäßig seine Werke, darunter auch Ölbilder und Zeichnungen, hauptsächlich in München aus.
Im Juni 1917 wurde der ungediente Keßler zum Landsturm eingezogen. Er war zunächst beim Bayerischen Landwehr-Infanterie-Regiment No. 2 stationiert, ab Februar 1918 dann beim 30. Bayerischen Infanterie-Regiment. Zu dieser Zeit nahm Keßler auch an Kampfhandlungen teil, im März beispielsweise für drei Wochen bei Verdun. Kurz darauf wurde er zur Bayerischen Fliegerabteilung 296 versetzt. Dort zu den Pionieren gehörend, leistete er von April 1918 bis Januar 1919 seinen restlichen Militärdienst als Zeichner ab. Bereits am 22. Dezember 1917 hatte Keßler die deutlich jüngere Magdalena Gerhard aus München geheiratet; die einzige Tochter Angela Karolina kam am 22. Oktober 1918 zur Welt. Anfang November 1919 siedelten die Keßlers von der Münchner Theresienstraße nach Heimstetten um, wo der Maler ein Haus in der Hauptstraße gekauft hatte.
1920 veranstaltete die Münchner Künstlergenossenschaft Keßler zu Ehren eine Sammelausstellung im Alten Nationalmuseum. Neben Aquarellen und Gemälden, mit denen Keßler nach wie vor im Glaspalast vertreten war, schuf er in den 1920er Jahren auch Illustrationen für den Perthes Verlag. Unterstützt wurde sein neues Tätigkeitsfeld durch den Süddeutschen Illustratorenbund und den Verband Deutscher Illustratoren, deren Mitglied er geworden war. Im September 1938 gab Keßler sein Atelier in der Münchner Kanalstraße auf, das er seit spätestens 1930 genutzt hatte. Danach arbeitete er bis zu seinem Ruhestand – wohl Anfang der 1940er Jahre – in der Mozartstraße. Unterstützt von seiner Familie, lebte der Pensionär dann zurückgezogen in Heimstetten. Keßler starb hochbetagt am 14. Juni 1968 in München.

## Rezeption
Der bekannte Kunsthistoriker Georg Jacob Wolf nannte Keßler bereits im Jahr 1910 einen „poesievollen Alpenaquarellisten, dessen Spezialität die Schneemalerei ist“. Keßler gehe mit „epischen Empfindungen an seine Motive heran, die ja mit Ausschließlichkeit fast der winterlichen Bergwelt angehören“ und es liege „etwas ungemein Zielbewußtes in der Entwicklung dieses Künstlers“. Mit Bewunderung verfolge man, wie „er immer freier und leichter weite Landschaftsperspektiven mit großen Schneeflächen zu verlebendigen und beherrschen lernt“. Niemand könne genannt werden, der „auf seinem Gebiet ihm zur Zeit in gleicher Meisterschaft nahe steht“, so die Münchner Neuesten Nachrichten im Frühjahr 1911. In einem weiteren Beitrag lobte sie in den „famos“ und „überaus frisch gemalten“ winterlichen Alpendarstellungen vor allem die „sichere Wiedergabe des Spieles der Sonnenstrahlen auf großen Schneeflächen“. Der Feuilletonist Fritz von Ostini bescheinigte dem Künstler 1912 eine „brillante Technik“. Ein Jahr später zählten die Münchner Neuesten Nachrichten Keßler bereits zu den „bekannteren“ unter den Landschaftern. Er wisse „exakte Zeichnung mit künstlerischer Reife“ zu vereinen. 1915 wird Keßler im Leipziger Tageblatt zu den modernen Meistern gezählt und in eine Reihe mit beispielsweise Edward Harrison Compton gestellt. Auch wenn Keßlers Städtebilder die gleiche Beherrschung der Aquarelltechnik verraten würden, wie die Münchner Neuesten Nachrichten im Jahr 1917 zu berichten wussten, so brachte man den laut Coburger Zeitung „anerkannt tüchtige[n] Aquarellist[en]“ auch in den Folgejahren hauptsächlich mit Schneelandschaften, Winterschilderung (Karlsruher Tagblatt, 1929) und „effektvolle[r] Kältepoesie“ (Dortmunder Zeitung, 1929) in Verbindung.
Die Rezeption in der Gegenwart beschränkt sich auf vergleichsweise kurze Einträge in Kunstlexika. In Bruckmanns Lexikon der Münchner Kunst von 1993 führt die Kunsthistorikerin Clelia Segieth aus, dass sich der „beliebte Landschaftsmaler“ und seinerzeitige „Meister des Aquarells“ ganz auf die Natur an sich konzentriere. Er folge damit insbesondere nicht dem Chiemseemaler Raupp, der seine Landschaften durch genreartige Staffage zu beleben pflegte. Keßler habe großen Wert auf die jeweilige Lichtstimmung gelegt, sei dabei in seinen Motiven – vorzugsweise aus den bayerischen Alpen, Tirol und der Schweiz – aber stets vedutenhaft genau geblieben, so Segieth weiter. Ein ausführlicherer kunsthistorischer Diskurs fand bislang nicht statt. Einige Werke von Keßler befinden sich in den Bayerischen Staatsgemäldesammlungen (Blick auf Kufstein) und der Städtischen Galerie im Lenbachhaus (Wintermorgen in Klosters, Braunwalder Alpe im Winter, Vorfrühling, Stuben am Arlberg, Vorfrühling im Wetterstein). In den 1980er Jahren benannte die Gemeinde Kirchheim bei München im Ortsteil Heimstetten dem Künstler zu Ehren eine Straße nach ihm.